# Amt Nastätten

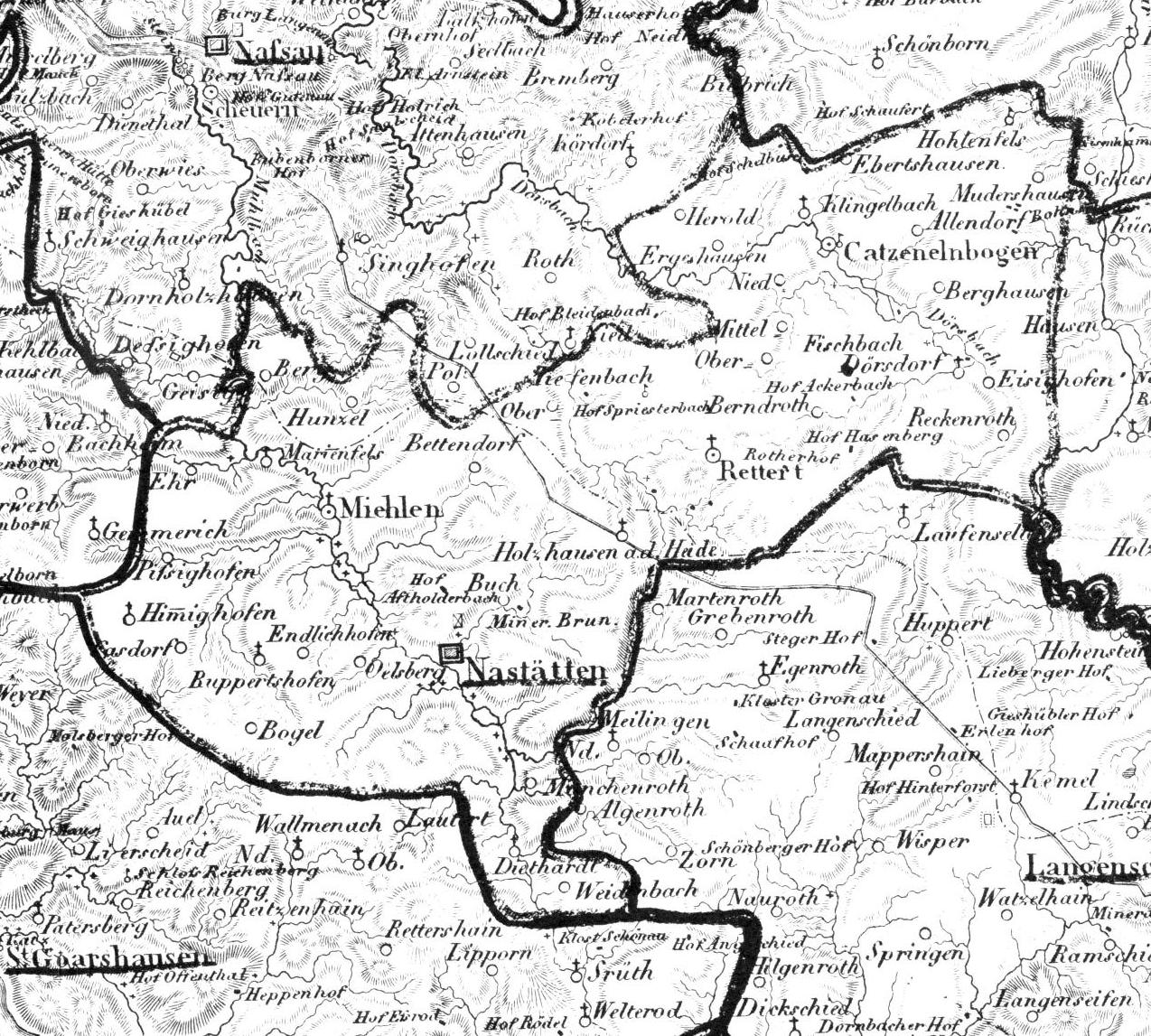
Karte des Amtes Nastätten 1828

Das Amt Nastätten mit Sitz in Nastätten war von 1775 an ein Verwaltung- und Gerichtsbezirk in der unter der Landesherrschaft von Hessen-Kassel stehenden Niedergrafschaft Katzenelnbogen und von 1817 bis 1866 eines von 28 Ämtern im Herzogtum Nassau. Nach der preußischen Annexion 1867 wurde das Amt Teil des Unterlahnkreises im Regierungsbezirk Wiesbaden.
Die Ämter hatten neben Verwaltungsaufgaben auch die Niedere Gerichtsbarkeit inne bzw. dienten später als erstinstanzliches Gericht. An ihrer Spitze stand ein vom jeweiligen Herrscher eingesetzter Amtmann.

## Geschichte

### Niedergrafschaft Katzenelnbogen
Infolge der napoleonischen Kriege stand die Niedergrafschaft vom 20. November 1806 bis zum 1. November 1813 unter französischer Verwaltung. Durch die Beschlüsse des Wiener Kongresses wurde sie von Hessen-Kassel an Preußen abgetreten. Preußen tauschte die Niedergrafschaft gegen nassauische Gebiete. Am 17. November 1816 nahm das Herzogtum Nassau, welches 1806 aus den Fürstentümern Nassau-Usingen und Nassau-Weilburg hervorgegangen war, sie in Besitz. Das Amt Nastätten bestand damals aus folgenden Teilen:
- Kirchspiel Nastätten: Nastätten mit dem Schwallerhof;
- Kirchspiel Obertiefenbach: Obertiefenbach, Hof Spriestersbach, Bettendorf;
- Kirchspiel Buch: Buch;
- Kirchspiel Bachheim: Winterwerb, Oberbachheim, Niederbachheim, Kehlbach;
- Kirchspiel Kördorf: Kördorf mit dem Köbeler Hof, Hof Schebest, Herold, Ergeshausen;
- Kirchspiel Grebenroth: Martenroth, Grebenroth, Schwallschieder Hof und Harnter Mühle, Egenroth, Langschied, Mappershain, Hospital Gronau;
- Kirchspiel Oberwallmenach: Lautert, Oberwallmenach, Rettershain.

### Herzogtum Nassau
Nach dem Übergang an das Herzogtum Nassau wurde durch die Ibell’sche Verwaltungsreform (1816) ein Neuaufteilung aller Ämter vorgenommen.
Zum Amt Nastätten gehörten danach folgende 35 Ortschaften:
- die ehemals der Niedergrafschaft Katzenelnbogen angehörenden Orte Nastätten, Berndroth, Bogel, Buch, Diethardt, Himmighofen, Holzhausen an der Haide, Casdorf, Münchenroth, Oelsberg, Pissighofen, Reckenroth, Ruppertshofen, Weidenbach,
- die früher vierherrischen und danach zur Niedergrafschaft Katzenelnbogen gehörenden Orte Bettendorf, Ergeshausen, Herold und Obertiefenbach.
- die früher vierherrischen und danach gemeinschaftlich nassau-usingenschen und nassau-oranischen Orte Berg, Ehr, Hunzel, Marienfels,
- die nassau-usingenschen Orte Berghausen, Dörsdorf, Eisighofen, Mudershausen.
- die bis zum Jahre 1778 zweiherrischen und danach Nassau-Weilburgischen Orte Endlichhofen, Miehlen, Rettert,
- die ehemals hessen-darmstädtischen Orte Allendorf, Ebertshausen, Katzenelnbogen, Klingelbach, Mittelfischbach, Oberfischbach.

1820 bestand das Amt aus 31 Gemeinde-Bezirken, davon einer Stadt, 2 Flecken, 32 Dörfern und 61 Höfen und Mühlen. Im Amt wohnten 2.308 Familien und 9.119 Einwohner. Davon waren 8041 evangelisch, 903 katholisch, 4 Mennoniten und 117 Juden.
Das Staats- und Adreß-Handbuch des Herzogthums Nassau 1822/23 gibt Folgendes an:
1. Flächen: 46.268 Steuernormalmorgen  (wobei ein Morgen 2500 m² entsprechen) mit 159 Morgen Gebäudestellen, 99 Morgen Gartenland, 22.453 Morgen Ackerland, 2876 Morgen Wiesen, 3 Morgen Weiher, 10.476 Morgen Hochwald, 5.723 Morgen Niederwald, 1.467 Morgen Trieschland (abwechselnde 3- bis 5-jährige Acker- und 10- bis 20-jährige Wiesennutzung), Weideplätze etc., 913 Morgen nicht besteuerte Liegenschaften.
2. Gemeinden: 36 Gemeindebezirke bestehend aus einer Stadt, drei Flecken, 32 Dörfern und 61 Hőfen und Mühlen.
3. Bevölkerung: 9.285 Einwohner in 2.308 Familien, davon 8.221 evangelisch, 807 Katholiken, drei Mennoniten und 174 Juden.
4. Viehbestand: 615 Pferde, 28 Esel und Maulesel, 3.483 Stück Rindvieh, 9.823 Schafe, 2.383 Schweine, 346 Ziegen und 536 Bienenstöcke.
5. Einfacher Jahressteuersatz (Steuersimplus, konnte auch mehrfach erhoben werden): 5.959 fl. 26 kr., nämlich 4.801 fl. 44 kr. Grund- und 1157 fl. 42 fr. Gewerbesteuer.
6. Amtsgemeinden:
  1. Naståtten: 320 Familien, 1341 Einwohner; Stadt und Amtssitz, der Otto-Hof, von Soler’scher Hof, das steinerne Haus, 2 Mühlen innerhalb, 6 Mühlen außerhalb des Ortes.
  2. Allendorf: 62 Familien, 227 Einwohner; der Kurpfälzer Herrn- und Rüdelsbergerhof.
  3. Berg: 47 Familien, 164 Einwohner; zwei Höfe.
  4. Berghausen: 36 Familien, 164 Einwohner; eine Mühle, zwei Höfe.
  5. Berndroth: 75 Familien, 288 Einwohner; Höfe Ackerbach und Hasenberg, Rotherhof, eine Mühle.
  6. Bettendorf: 30 Familien, 56 Einwohner.
  7. Bogel: 68 Familien, 176 Einwohner; Fürstlich Beyon’scher Hof.
  8. Buch: 52 Familien, 217 Einwohner; der von Sohlern’sche, Gronsauer- und Pfarrei-Hof, zwei Mühlen.
  9. Casdorf: 51 Familien, 194 Einwohner; fürstlich Leyen’scher Hof.
  10. Katzenelnbogen: 164 Familien, 622 Einwohner; Flecken mit einem alten Schloss, dem Burg-, Herrn-, und Rüdelsbergerhof, die Fleckengrund-, Heiden- und Itzenhaufer Mühle, einem Hüttenwerk.
  11. Diethardt: 58 Familien, 235 Einwohner; ein Hof und zwei Mühlen.
  12. Dörsdorf: 40 Familien, 185 Einwohner; eine Mühle und 2 Höfe.
  13. Ehr: 24 Familien, 68 Einwohner.
  14. Eisighofen: 35 Familien, 165 Einwohner; eine Mühle.
  15. Endlichhofen: 24 Familien, 102 Einwohner; der Klosterhof.
  16. Ergeshausen: 17 Familien, 80 Einwohner; von Sohlern’scher und Gronauer Hof, 4 Mühlen.
  17. Herold: 49 Familien, 205 Einwohner; Gronauer Hof, die Haarmühle und die Dillberger Mühle.
  18. Himmighofen: 54 Familien, 224 Einwohner.
  19. Holzhausen an der Haide: 126 Familien, 514 Einwohner; Gronauer  Hof.
  20. Hunzel: 44 Familien, 171 Einwohner.
  21. Klingelbach: 62 Familien, 262 Einwohner; Stiftshof, Kloster Gronau, Hof Schelbusch, eine Mühle.
  22. Marienfels: 72 Familien, 267 Einwohner; Clarenthaler Klosterhof, Mineralbrunnen.
  23. Miehlen: 284 Familien, 1089 Einwohner; Flecken, Höfe Clarenthal und Aftholderbach.
  24. Mittelfischbach: 18 Familien, 69 Einwohner; zwei Gronauer Höfe.
  25. Münchenroth: 14 Familien, 53 Einwohner.
  26. Mudershausen mit den Bewohnern von Hohlenfels und der Bohnscheuer: 57 Familien, 247 Einwohner; Zollhaus, Gronauer Hof, Mühle und Ziegelhütte.
  27. Niederfischbach: 16 Familien, 68 Einwohner; Röder’scher Hof, Mahrmühle.
  28. Oberfischbach: 24 Familien, 99 Einwohner.
  29. Obertiefenbach: 58 Familien, 251 Einwohner; Oberhof und Spriesterbacher Hof, eine Mühle.
  30. Oelsberg: 60 Familien, 241 Einwohner.
  31. Pissighofen: 27 Familien, 112 Einwohner; Gronauer Hof.
  32. Reckenroth: 33 Familien, 137 Einwohner;  Gronauer Hof und zwei Mühlen.
  33. Rettert: 91 Familien, 369 Einwohner; Flecken, Hellermühle.
  34. Ruppertshofen: 70 Familien, 263 Einwohner.
  35. Weidenbach: 27 Familien, 98 Einwohner;

Im Jahr 1836 wurde das Amt Nastätten wie folgt beschrieben:

„Das Amt Naståtten. Von den 65.719 Morgen des Amtes Nastätten sind 233 Morgen Gebäudestellen, 154 Morgen Gartenland, 32.343 Morgen Ackerland, 6.640 Morgen Wiesen, 23.124 Morgen Waldungen, 1.891 Morgen Dreschland und Waideplätze und 1.334 Morgen nicht besteuerte Liegenschaften. In den 1.776 Wohnhäusern leben 10.649 Menschen in 2.542 Familien. Darunter sind 9.346 Evangelische, 1.061 Katholiken, 8 Menoniten und 234 Juden.
   Nastätten oder Nasstädten, unter 25° 31' 30" Länge und 50° 12' Breite, auf beiden Seiten der Mühlbach, Städtchen mit 3 Kirchen, 220 Häusern und 1.580 Einwohnern, Sauerbrunnen.
   Allendorf, Dorf mit einem Mineralbrunnen und 250 Einwohnern.
   Dörsdorf, Dorf mit einem Mineralbrunnen und 190 Einwohnern.
   Holzhausen an der Haide, an der Straße von Nassau nach Wiesbaden. Dorf mit einem Mineralbrunnen und 610 Einwohnern.
   Katzenelnbogen, unter 25° 38' 30° Länge und 50° 16' Breite, Flecken mit den Trümmern eines Bergschlosses, am Dörschbache, welcher sich von der linken Seite, in die Lahn ergießt, mit 730 Einwohnern. Hüttenwerk.
   Marienfels, eine Meile südlich von Nassau, Dorf mit einem Mineralbrunnen und 274 Einwohnern.
   Miehlen, 1⁄2 Meile nordnordwestwärts von Nastätten, Flecken mit 1.230 Einwohnern und 8 Mühlen.
   Rettert, unter 25° 36' 20" Länge und 50° 14' Breite, Flecken mit 410 Einwohnern.“

Der Staats- und Adreß-Handbuch des Herzogthums Nassau. 1847 gibt Folgendes an:
1. Flächengehalt: 65.719 Steuernormalmorgen, nämlich 243 Morgen Gebäudestellen, 154 Morgen Gartenland, 32.343 Morgen Ackerland, 6640 Morgen Wiesen, 23.124 Morgen Waldungen, 1891 Morgen Trieschland und Weideplätze etc., 1334 Morgen nicht besteuerte Liegenschaften.
2. Politische Eintheilung: 36 Gemeindebezirke, bestehend aus einer Stadt, 3 Flecken und 32 Ortschaften, mit 9 Höfen und einzelnen Wohnhäusern, 38 Mühlen, 2 Ziegelhütten und einem Hüttenwerk.
3. Bevölkerung: 3027 Familien in 2.027 Wohnhäusern und 12.092 Einwohner, nämlich 10.588 evangelisch-christliche, 1278 Katholiken und 226 Juden.
4. Viehbestand: 597 Pferde, 19 Esel und Maulesel, 7783 Stück Rindvieh, 8304 Schafe, 2652 Schweine, 700 Ziegen und 527 Bienenstöcke.
5. Gewerbe: 23 Bäcker, 6 Bader, ein Bergwerk, 3 Bierbrauer, 6 Blechschmiede, 32 Branntweinbrenner, 3 Buchbinder, 5 Drechsler, 1 Eisenhütte, 3 Glaser, 47 Grobschmiede, 1686 Gutsbesitzer, 6 Häfner, 2 Hanfreibmühlen, 3 Hutmacher, 1 Kalkbrenner, 34 Klein- und Großhändler, 49 Kleinkrämer, 2 Kappenmacher, 1 Knopfmacher, 3 Korbmacher, 1 Krugbäcker, 13 Küfer, 90 Leinen- und Damastweber, 4 Makler, 46 Mahlmühlen, 58 Maurer, 25 Metzger, 3 Mühlärzte, 1 Musikant, 21 Nagelschmiede, 16 Oelmühlen, 3 Pferdeverleiher und Hauderer, 1 Pumpenmacher, 1 Putzmacherin, 12 Sattler, 2 Scheerenschleifer, 9 Schieferdecker, 7 Schlosser, 67 Schneider, 10 Schön- und Blaufärber, 3 Schornsteinfeger, 34 Schreiner, 112 Schuhmacher, 1 Seifensieder und Lichterzieher, 16 Strohdecker, 295 Taglöhner, 1 Tüncher, 1 Uhrmacher, 36 Wagner, 74 Wirte, 17 Zimmerleute, 1 Zinngießer etc.
6. Betrag eines Steuersimplums: 7.956 fl. 38 kr., nämlich 5451 fl. 37 kr. Grund-, 714 fl. 22 kr. Gebäude- und 1.790 fl. 38 kr. Gewerbesteuer.
7. Amtmann: Friedrich Müller.

Nach der Märzrevolution 1848 wurde die Verwaltung neu geordnet. Mit Gesetz vom 4. April 1849 wurden in Nassau Verwaltung und Rechtsprechung auf unterer Ebene getrennt. Die Reform trat zum 1. Juli 1849 in Kraft. Für die Verwaltung wurden 10 Kreisämter gebildet, die Ämter als Justizämter (also Gerichte der ersten Instanz) weitergeführt. Die Verwaltungsaufgaben des Amtes Nastätten wurden vom Kreisamt Langen-Schwalbach wahrgenommen, die Rechtsprechung vom Justizamt Nastätten. Die Reform wurde jedoch bereits am 1. Oktober 1854 wieder rückgängig gemacht, die Kreise wieder abgeschafft und die vorigen Ämter wiederhergestellt.
Kurz vor der Annektierung durch Preußen gab des Staats- und Adreß-Handbuch des Herzogthums Nassau. 1866 folgendes an:
1. Flächengehalt: 66.677 Morgen, nämlich: 295 Morgen Gebäudestellen, 119 Morgen Gartenland, 32.732 Morgen Ackerland, 6.762 Morgen Wiesen, 23.594 Morgen Waldungen, 1051 Morgen Trieschland und Weideplätze etc., 2124 Morgen nicht besteuerte Liegenschaften.
2. Politische Eintheilung: 35 Gemeindebezirke, bestehend aus einer Stadt, 3 Flecken und 31 Ortschaften mit 9 Höfen und einzelnen Wohnhäusern, 49 Mühlen, 3 Ziegelhütten, einer Blei-, Silber- und Kupfererzgrube, 21 Eisenstein-, 6 Tongruben und einer Dachschiefergrube.
3. Bevölkerung, nach der Zählung am Schlüsse des Jahres 1865: 3.782 Familien in 2.337 Wohnhäusern, und 15.307 Einwohner, nämlich: 10.709 evangelisch-christliche, 4.238 Katholiken und 260 Juden.
4. Viehbestand: 736 Pferde, 19 Esel und Maulesel, 7.645 Stück Rindvieh, 6.157 Schafe, 2.475 Schweine, 697 Ziegen und 611 Bienenstöcke.
5. Gewerbe: 6 Bader, 33 Bäcker, 3 Bierbrauer, 9 Blechschmiede, 18 Branntweinbrenner, 4 Buchbinder, 6 Drechsler, 5 Glaser, 53 Grobschmiede, 1964 Gutsbesitzer, 5 Häfner, 1 Hanfreibmüller, 3 Hauderer, 4 Hutmacher, 3 Kalkbrenner, 2 Kappenmacher, 28 Klein- und Großhändler, 49 Kleinkrämer, 7 Korbmacher, 1 Krugbäcker, 10 Küfer, 72 Leinen- und Damastweber, 49 Mahlmüller, 3 Makler, 71 Maurer, 21 Metzger, 3 Mühlärzte, 4 Musikanten, 19 Nagelschmiede, 15 Oelmüller, 2 Puztmacherinnen, 9 Sattler, 1 Scheerenschleifer, 8 Schieferdecker, 5 Schlosser, 49 Schneider, 8 Schön- und Blaufärber, 3 Schornsteinfeger, 47 Schreiner, 72 Schuhmacher, 3 Seifensieder und Lichterzieher, 6 Strohdecker, 402 Taglöhner, 8 Tüncher, 3 Uhrmacher, 38 Wagner, 75 Wirte, 33 Zimmerleute etc.
6. Betrag eines Steuersimplums: 8113 fl. 26 kr., nämlich: 9 fl. 13 kr. 5.261 kr. Grund- und Gebäudesteuer und 1.861 fl. 33 kr. Gewerbesteuer.
7. Amtmann: Justizrat Friedrich Schenck.
8. Amtsortschaften:

| Amtsgemeinde | Fam- ilien | Ein- wohner |
| --- | ---------- | ----------- |
| 1. Nastätten, Stadt und Amtssitz; die Rosen-, Ober- und Unterheubachsmühle, Hahnen-, Funken- und Thurnsmühle und die zwei Bremigmühlen, Hof und drei Mühlen nebst einem Sauerbrunnen im Schwall und der Neuhof. | 435        | 1679        |
| 2. Allendorf, ein Mineralbrunnen. | 86         | 359         |
| 3. Berg, die Steg- und Rauschenmühle | 56         | 191         |
| 4. Berghausen, die Weidgesmühle, eine Mineralquelle. | 53         | 178         |
| 5. Berndroth, eine Mühle, Höfe Ackerbach, Hasenberg und Rotherhof. | 83         | 348         |
| 6. Bettendorf | 57         | 191         |
| 7. Bogel | 101        | 394         |
| 8. Buch, zwei Mühlen, ein Mineralbrunnen | 99         | 319         |
| 9. Casdorf | 83         | 249         |
| 10. Katzenelnbogen, Flecken, mit einem alten Schlosse, die Moor-, Neu-, Hunde- und Jtzhäusermühle, eine Ziegelhütte und zwei Kalkbrennereien                                                                    | 258        | 1040        |
| 11. Diethardt, die Weißmühle und die Schmidtsmühle | 72         | 265         |
| 12. Dörsdorf, ein Mineralbrunnen | 70         | 316         |
| 13. Ebertshausen | 23         | 121         |
| 14. Ehr, eine Mühle | 21         | 85          |
| 15. Eisighofen, eine Oel- und Mahlmühle | 48         | 200         |
| 16. Endlichhofen | 38         | 130         |
| 17. Ergeshausen, die Brücken-, Kessel- und Brei- denbacher Mahlmühle und eine Oelmühle | 20         | 108         |
| 18. Herold, die Haar und Dillenberger Mühle | 55         | 280         |
| 19. Himmighofen | 74         | 270         |
| 20. Holzhausen an der Haide, ein Mineralbrunnen | 183        | 739         |
| 21. Hunzel | 53         | 173         |
| 22. Klingelbach, eine Mühle | 100        | 393         |
| 23. Marienfels, ein Mineralbrunnen, die Klein-, die Käs- und Kaltenbornermühle | 85         | 308         |
| 24. Miehlen, Flecken, Hof Aftholderbach, 8 Mahl- und Oelmühlen | 368        | 1405        |
| 25. Mittelfischbach | 24         | 107         |
| 26. Mudershausen, mit den Bewohnern von Hohenfels und der Bohnscheuer, eine Mühle zu Hohlenfels, das Zollhaus im Aarthal und eine Ziegel- und Kalkbrennerei                                                     | 87         | 343         |
| 27. Münchenroth | 17         | 57          |
| 28. Oberfischbach | 49         | 219         |
| 29. Obertiefenbach, der Spriesterbacherhof, die Plätzermühle und ein Hofhaus daselbst | 104        | 395         |
| 30. Oelsberg | 91         | 331         |
| 31. Pissighofen | 46         | 139         |
| 32. Reckenroth, die Sanders- und Ortsmühle | 59         | 206         |
| 33. Rettert, Flecken, die Hollermühle | 100        | 461         |
| 34. Ruppertshofen | 101        | 378         |
| 35. Weidenbach, die Rabensteins-, Mahl- und Oelmühle | 38         | 136         |

### Preußen
Infolge des Deutschen Krieges wurde das Herzogtum Nassau durch Preußen annektiert. Das Amt Nastätten wurde bei der Gliederung der neuen Provinz Hessen-Nassau in Landkreise am 22. Februar 1867 Teil des Unterlahnkreises im Regierungsbezirk Wiesbaden.
Erst im Rahmen dieser Neuordnung wurden Verwaltung und Rechtsprechung getrennt. Für die Rechtsprechung in erster Instanz, die bisher durch das Amt vorgenommen wurde, waren zunächst die richterlichen Beamten in den Ämtern zuständig und zum 1. September 1867 das Amtsgericht Runkel gebildet. Aber auch nach der Kreisgründung blieb die bisherige Amtsstruktur erhalten. Die Königliche Verordnung vom 22. Februar 1867 regelte, dass „die Amtsbezirke als engere Verwaltungsbezirke in ihrer bisherigen Begrenzung bestehen“ blieben. Die ehemaligen Ämter bildeten die drei Bezirke des Kreises. Gemäß § 13 der Kreisverfassung entsandten die Bezirke, also die ehemaligen Ämter, jeweils sechs Vertreter in den neuen Kreistag. Der Amtmann hatte die Aufsicht über die Ortspolizei und war Organ des Landrates. Als am 1. April 1886 die neue Kreisordnung der Provinz Hessen-Nassau in Kraft trat, wurde der westliche Teil des Amtes um Nastätten dem neu geschaffenen Kreis Sankt Goarshausen zugeordnet, während der östliche Teil um Katzenelnbogen bei dem verkleinerten Unterlahnkreis blieb.
Mit der Verwaltungsreform von 1885/1886 gehörten die Amtsstrukturen endgültig der Vergangenheit an.

## Amtmänner
- 1816: Johann Peter Schilling
- 1816–1822: Georg Christian Sandberger
- 1822–1823: Christoph Flach
- 1823–1836: Philipp Wilhelm Volk
- 1836–1839: Johann Friedrich Halbey
- 1839–1840: Karl Eyring
- 1840–1842: Carl August Sell
- 1842–1849: Friedrich Philipp Müller
- 1854–1868: Martin Friedrich Schenck
- (1868)1869–1874: Julius Adolph Schreiber
- 1874–1877: Vakanz
- 1877–1883: Friedrich Ludwig Riesch
- 1885–1886: Wilhelm (Willy) Friedrich Christian Adolph von Motz